# Francis J. Grandon
Francis J. Grandon (Chicago, 1879 – Los Angeles, 11 juli 1929) was een Amerikaanse filmacteur en filmregisseur gedurende het stommefilmtijdperk. Hij acteerde in bijna honderd films en regisseerde er meer dan honderd.

## Gedeeltelijke filmografie
- In the Border States (1910)
- What the Daisy Said (1910)
- The House with Closed Shutters (1910)
- Ramona (1910)
- His Trust (1911)
- What Shall We Do with Our Old? (1911)
- The Lily of the Tenements (1911)
- Was He a Coward? (1911)
- The Lonedale Operator (1911)
- Enoch Arden (1911)
- The Indian Brothers (1911)
- The Last Drop of Water (1911)
- The Blind Princess and the Poet (1911)
- To Be Called For (1914)
- The Livid Flame (1914)
- Rosemary, That's for Remembrance (1914)
- The Lure of Heart's Desire (1916)
- The Soul Market (1916)
- Playing with Fire (1916)
- The Adventures of Kathlyn (1916)

- Bibliothèque nationale de France: cb151257535 (data)
- International Standard Name Identifier: 0000 0000 3111 3818
- Library of Congress Control Number: n92038280
- Nationale Bibliotheek van Tsjechië: xx0179534
- Virtual International Authority File: 39677466
- WorldCat: E39PBJxxkmXcjCGj7Vm44qGT73